# Andrzej Sadowski (ekonomista)
Andrzej Sadowski (ur. 4 lutego 1963 w Przasnyszu) – polski ekonomista, publicysta gospodarczy, prezydent Centrum im. Adama Smitha.

## Życiorys
Absolwent Liceum Ogólnokształcącego im. Komisji Edukacji Narodowej w Przasnyszu. Podjął studia ekonomiczne na Uniwersytecie Warszawskim. Współtworzył na tej uczelni Zespół Badań nad Myślą Konserwatywną i Liberalną (1984). Był redaktorem założonego w 1986 podziemnego pisma „Dodruk”. Za prowadzoną działalność był rozpracowywany przez funkcjonariuszy służb specjalnych PRL.
Należał do organizatorów Towarzystwa Gospodarczego w Warszawie (1986–1989). Wraz z Mirosławem Dzielskim i Aleksandrem Paszyńskim współtworzył Akcję Gospodarczą jako środowisko dyskusyjne związanych z opozycją ekonomistów. Był jednym z sygnatariuszy aktu założycielskiego Ruchu Polityki Realnej, później przekształconego w Unię Polityki Realnej. Następnie działał w Kongresie Liberalno-Demokratycznym. W połowie lat 90. był jednym z założycieli Transparency International Polska, wchodząc w skład zarządu tej organizacji.
W 1989 zainicjował powołanie Centrum im. Adama Smitha. Pełnił funkcję jego wiceprezydenta, a w 2014 został prezydentem tego think tanku. W latach 2009–2010 był członkiem powołanej przez prezydenta Lecha Kaczyńskiego Narodowej Rady Rozwoju. W 2014 założył radę konfederacji pracodawców Unii Rynku Budowlano-Inwestycyjnego (URBI). W październiku 2015 wszedł w skład Narodowej Rady Rozwoju utworzonej przez prezydenta Andrzeja Dudę.

## Odznaczenia i wyróżnienia
Odznaczony Krzyżem Kawalerskim (2014) oraz Krzyżem Oficerskim (2023) Orderu Odrodzenia Polski. W 2021 otrzymał Krzyż Wolności i Solidarności.